# Filippo Parlatore
Filippo Parlatore (Palermo, 8 de agosto de 1816 - Florencia, 9 de septiembre de 1877) fue un botánico italiano.

## Biografía
Parlatore estudia Medicina en Palermo haciendo su primera experiencia científica en el campo de la Anatomía, sin embargo practica por poco tiempo, especialmente durante la epidemia de cólera de 1837.
Cambia su interés por la Botánica seguramente influido al conocer al botánico de Palermo Vincenzo Tineo, director del Jardín Botánico de Palermo, y a Antonino Bivona Bernardi.
Parlatore firma el primer estudio florístico de Sicilia en 1838: Flora panormitana. Viaja a Suiza donde trabaja con Candolle; a Francia y a Gran Bretaña.
Parlatore funda un herbario en Florencia (con la intención de favorecer la investigación de la Botánica en su país) y consigue el puesto de profesor de Botánica en el Museo de Historia Natural de la ciudad. Su herbario personal, actualmente conservado en Florencia, consta de 2500 especies.
En 1842 el Gran duque Leopoldo II le concede la cátedra de Botánica de la Universidad de Florencia, y lo nominó director del jardín anexo al Museo Botánico. En 1844, funda el Giornale botanico Italiano.
En 1846, herboriza en los Alpes y, en 1851, en Europa del Norte, especialmente en Laponia y en Finlandia.

## Honores

### Epónimos
Género
En el 1842 el botánico Pierre Edmond Boissier llamó un género de la familia de las cruciferas, Parlatoria Boiss., en su honor.
Especies
- (Araceae) Dieffenbachia parlatorii Linden & André[2]
- (Asteraceae) Centaurea parlatorii Heldr.[3]
- (Iridaceae) Romulea parlatorii Tod.[4]
- (Poaceae) Avena parlatorii P.Woods ex Dalla Torre[5]
- (Poaceae) Avenastrum parlatorii Beck[6]
- (Primulaceae) Primula parlatorii Porta ex Caruel[7]

## Obra
- La obra más importante de Parlatore es su Flora Italiana que publicó en cinco volúmenes entre 1848 y 1874
- Participa en el Prodromus de Candolle en lo concerniente a las coníferas y a las Gnetaceae
- "Flora Palermitana ossia Descrizione delle Piante che Crescono Spontanee nella Valle di Palermo..." Parlatore, 1845
- "Monografia delle Fumariee". Parlatore, 1844
- La abreviatura «Parl.» se emplea para indicar a Filippo Parlatore como autoridad en la descripción y clasificación científica de los vegetales.[8]